# Rödfibbla
Rödfibbla (Pilosella aurantiaca) är en växtart i familjen korgblommiga växter. Denna växt benämns ofta med ett namn för en underart: rödfibbla, brandfibbla eller ängsfibbla. Ett vanligt synonymt vetenskapligt namn är Hieracium aurantiacum.